# Diligenza (vascello)
Il Diligenza fu un vascello di linea veneziano da 70 cannoni che prestò servizio nella Armada dal 1774 al 1797

## Storia
La costruzione del vascello da 70 cannoni Diligenza fu ordinata dal Senato della Repubblica di Venezia, e la nave fu impostata nel 1724 sotto la direzione del Proto dei Marangoni Andrea Gallina. La nave venne completata fino ai 18 carati e poi lasciata in riserva sullo scalo. Tra il 1740 e il 1746 i lavori di costruzione avanzarono fino al 21 carati. Il Diligenza venne varato nel 1774, sotto la direzione di Antonio Annibale, ed entrò in servizio nell'Armata Grossa il 15 maggio 1774 al comando del capitano Pietro Siron.
Il 21 giugno 1784 fu tra le navi della squadra navale, al comando di Angelo Emo, che salparono dal porto di Malamocco per raggiungere la Tunisia. Le altre navi erano Fama, Galatea, Minerva, Palma, Vittoria, Eolo, Cavalier Angelo, Concordia, Cupido, Mercurio, Esploratore, Venere, San Giorgio, Tritone, una galea e uno sciabecco. Il Diligenza, dopo aver prestato servizio per 23 anni, venne smantellato nel corso del 1797, prima della caduta della Repubblica di Venezia.

### Fonti
1. ↑  http://www.veneziamuseo.it/ARSENAL/schede_arsenal/vascelli.htm.
2. 1 2  Levi 1896, p. 37.
3. 1 2 3  Levi 1896, p. 38.
4. ↑  Levi 1896, p. 39.